# Dženifera Ģērmane
Dženifera Ģērmane, née le 24 mars 2003, est une  skieuse alpine lettone.

## Biographie
Dženifera Ģērmane est la fille d'Ulla Ģērmane (née Lodziņa), troisième des championnats du monde juniors de descente en 1988, considérée comme la plus grande skieuse lettone à ce jour.
Elle participe à ses premiers championnats du monde en février 2021 à Cortina d'Ampezzo où elle prend la 24e du slalom.
Blessée en décembre 2021, elle revient l'année suivante à la compétition. En février 2023, elle participe à ses seconds championnats du monde à Méribel où elle se classe 29e du slalom.
La saison 2023-2024 est celle de la révélation. Le 29 décembre 2023, elle marque ses premiers points en Coupe du monde en prenant la 22e placedu slalom de Lienz. La semaine suivante, le 7 janvier 2024, elle termine 12e du slalom de coupe du monde de Kranjska Gora. Puis les 12 et 13 janvier elle remporte les deux slaloms de coupe d'Europe de Zell am See. Elle décroche ensuite trois 8e places lors des slaloms de coupe du monde de Flachau, de Jasná et d'Åre en janvier et mars 2024. Elle termine la saison à la 19e place du classement général de la coupe du monde de slalom.
Fin novembre 2024, elle se blesse le genou sur le slalom de Gurgl et met fin à sa saison.

## Palmarès

### Championnats du monde
| Édition / Épreuve               | Slalom géant | Slalom |
| Mondiaux 2021 Cortina d'Ampezzo | Abandon      | 24e    |
| Mondiaux 2023 Méribel           | -            | 29e    |

### Coupe du monde
- 8 épreuves disputées (à fin mars 2024)
- Meilleur classement général : 56e en 2024 avec  145 points.
- Meilleur classement de slalom : 19e en 2024 avec 145 points.

- Meilleur résultat sur une épreuve de coupe du monde de slalom : 8e des slaloms de Flachau, Jasna et Are en janvier et mars 2024

#### Classements
| Saison / Épreuve | Saison / Épreuve | Général | Général | Descente | Descente | Super G | Super G | Géant  | Géant  | Slalom | Slalom | Combiné | Combiné |
| ---------------- | ---------------- | ------- | ------- | -------- | -------- | ------- | ------- | ------ | ------ | ------ | ------ | ------- | ------- |
| Saison / Épreuve | Saison / Épreuve | Class.  | Points  | Class.   | Points   | Class.  | Points  | Class. | Points | Class. | Points | Class.  | Points  |
| 2024             | 2024             | 56e     | 145     | -        | -        | -       | -       | -      | -      | 19e    | 145    | -       | -       |
| 2025             | 2025             | 105e    | 10      | -        | -        | -       | -       | -      | -      | 48e    | 10     | -       | -       |

### Coupe d'Europe
2 victoires en slalom à Zell am See en janvier 2024